# 労働時間を1週40時間に短縮することに関する条約
労働時間を1週40時間に短縮することに関する条約（ろうどうじかんを1しゅう40じかんにたんしゅくすることにかんするじょうやく、英語: Convention concerning the Reduction of Hours of Work to Forty a Week）は、国際労働機関の条約。1935年6月21日に採択され、1957年6月23日に発効した。名前の通り、労働時間を1週40時間に短縮することを目的としており、背景には各国とも失業が社会問題になっていることがある。条約に従い、1935年から1937年にかけて繊維工業に於ける労働時間の短縮に関する条約、公共事業に於ける労働時間の短縮に関する条約、硝子壜工場に於ける労働時間の短縮に関する条約が採択された。
2018年4月時点で15か国が批准している。